# Batalla de Sarandí

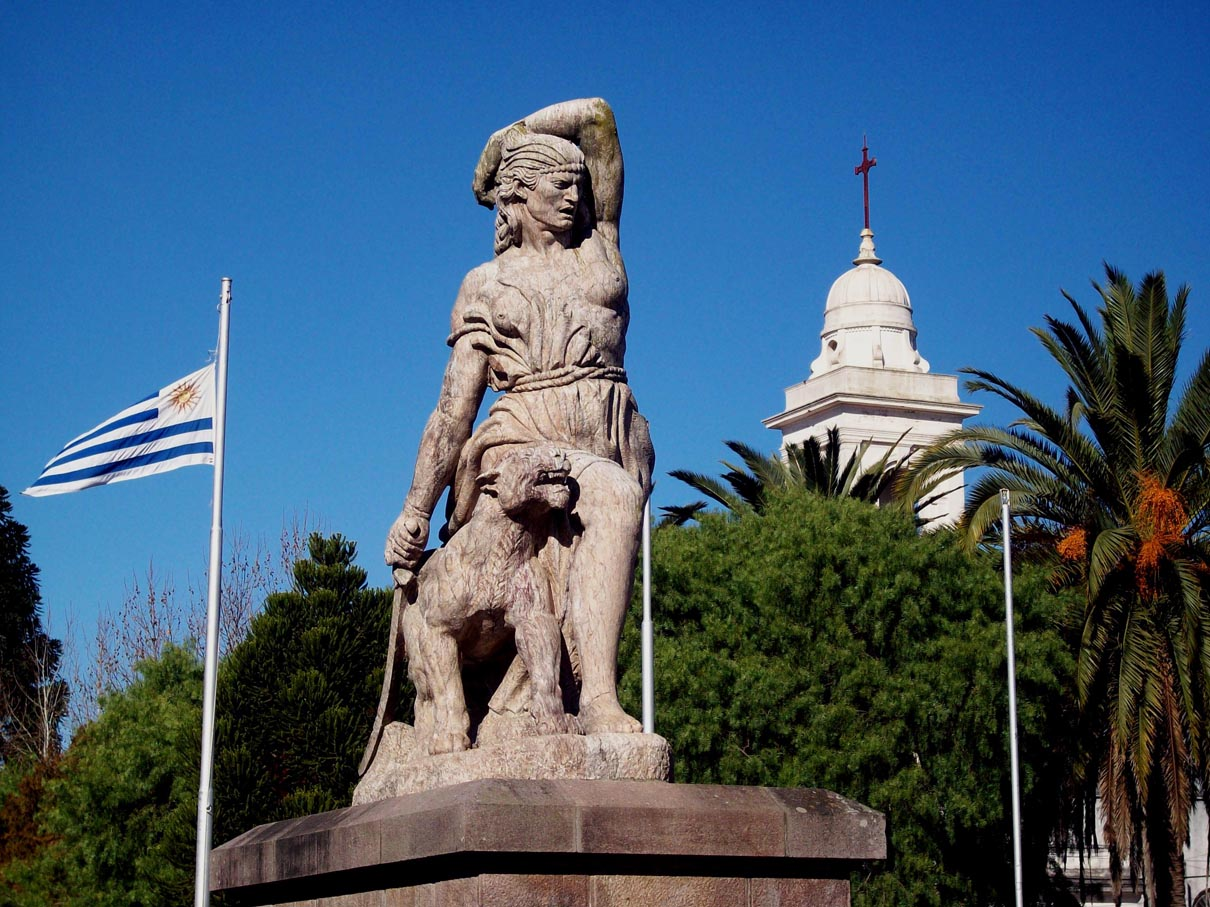
La Alegoría de la Patria en el Monumento a la Batalla de Sarandí, obra de Juan Zorrilla de San Martín.

La batalla de Sarandí fue un enfrentamiento militar producido el 12 de octubre de 1825 dentro del contexto de la llamada Cruzada Libertadora entre las milicias independentistas orientales y las tropas del Imperio del Brasil, con victoria de las primeras.

## Antecedentes
Ocupada la Banda Oriental por los lusobrasileños en 1820 e imponiéndole el nombre de Provincia Cisplatina, la ocupación militar se mantuvo luego de disolverse la unidad con Portugal. Ante esto, los patriotas orientales reanudaron sus esfuerzos para sacudirse del yugo brasileño. Así, luego del desembarco de los Treinta y Tres en la playa de la Agraciada, el 19 de abril de 1825, reforzado con milicias Juan Antonio Lavalleja y sus hombres obtuvieron varios éxitos. El 24 de abril liberaron la población de Soriano, el 2 de mayo la villa de Guadalupe (actual ciudad de Canelones), el 8 de mayo establecieron el sitio a la ciudad de Montevideo dirigido por Manuel Oribe y el 18 de agosto sitiaron Colonia del Sacramento.
La Batalla del Rincón, victoria obtenida por Rivera el 24 de septiembre contra las fuerzas brasileñas comandadas por Mena Barreto, significó un importante revés para las fuerzas brasileñas que ocupaban Montevideo, bajo el gobierno del barón Carlos Federico Lecor. Las pérdidas fueron muy importantes en bajas de soldados, armamento y, sobre todo, por los cerca de 8.000 caballos que Rivera capturó en ese combate.
En consecuencia, inmediatamente que la noticia fuera conocida, se organizó en Montevideo la salida de un cuerpo de tropa de alrededor de mil soldados brasileños, al mando del coronel Bento Manuel Ribeiro, con el plan de unirse al ejército brasileño que estaba en la campaña, comandado por el general Bento Gonçalves y que tenía una fuerza similar.
Enterado Lavalleja, que se encontraba en Durazno, de la salida de tropas brasileñas desde Montevideo, trató de impedir que éstas se unieran a las que bajo el mando de Gonçalves se desplazaban hacia el sur, desde las costas del Río Negro. El hostigamiento que Lavalleja intentó sobre la fuerza de Gonçalves no tuvo éxito, de modo que finalmente ambos ejércitos brasileños lograron reunirse.
En un gran esfuerzo, Lavalleja pudo reunir un contingente de número similar al brasileño, y enfrentó al ejército brasileño en las puntas del Arroyo Sarandí, terrenos actualmente en jurisdicción del Departamento de Florida, el 12 de octubre de 1825.

## La batalla

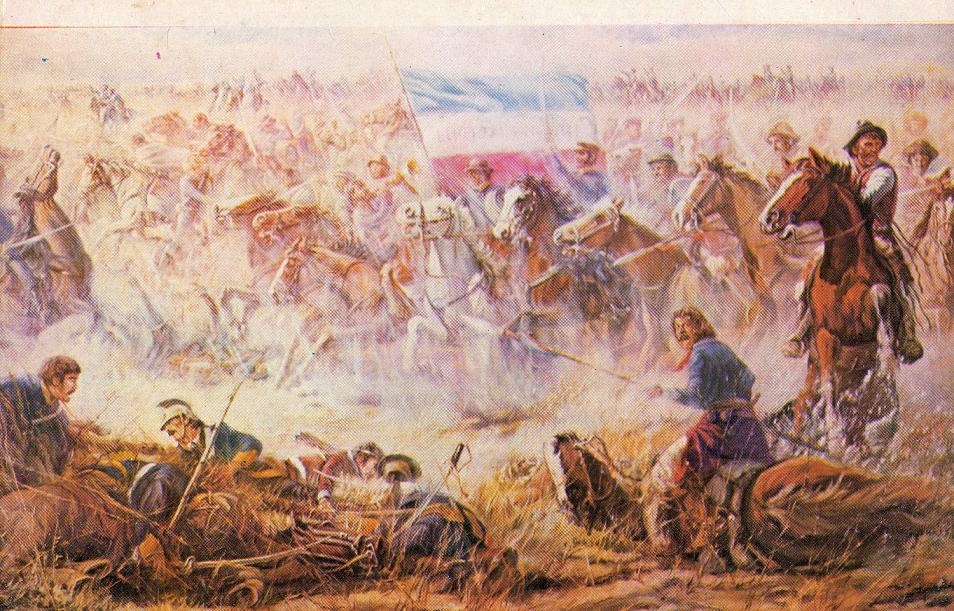
La victoria del bando oriental dirigido por Lavalleja en Sarandí significó para el Imperio del Brasil el comienzo del fin de la Provincia Cisplatina.

En la madrugada del día 12, al llegar Lavalleja a las proximidades del Arroyo Sarandí, recibió parte de las descubiertas, las cuales le informaban que el enemigo se encontraba a una legua de distancia. El jefe oriental dispuso su línea de batalla con frente sur, ocupando las alturas que dominaban el camino al Paso de Polanco del Yí. Rivera se colocó a la izquierda de Lavalleja, apoyando su flanco descubierto en el Arroyo Sarandí, Pablo Zufriategui al centro, y sobre la derecha Manuel Oribe. Como reservas a la retaguardia y al centro, las Milicias de Maldonado, las de San José de Mayo y los Tiradores de la Patria.
Mientras tanto, los imperiales brasileños llegaron a Sarandí y, creyendo encontrar a Rivera en la margen derecha, se sorprendieron al verlo del otro lado del Arroyo Sarandí. Luego de cruzar este arroyo y alcanzar las primeras alturas, los brasileños se dieron cuenta de lo inevitable, observaron todo el dispositivo tendido, y notaron que no solo estaban las fuerzas de Rivera a su frente, sino también todas las fuerzas orientales tendidas en línea de batalla. Bento Manuel Ribeiro apreció la situación ventajosa de los orientales y no condujo el ataque, disponiendo la línea de batalla. El movimiento realizado por el ejército del Imperio del Brasil puso a Lavalleja en una mala situación, obligándolo a cambiar su frente desde el sur hacia el oeste, pero ante el apremio y la rapidez con que se efectuó la maniobra se perdió el control de la formación, quedando Zufriategui al centro y Manuel Oribe a la derecha.
A las 8 de la mañana se inició la acción. La artillería oriental inició el fuego y alcanzaron tres disparos a la izquierda del ejército brasileño. Bento Manuel Ribeiro dio la orden de atacar, y al toque de degüello el ejército brasileño se lanzó sobre el ejército oriental.
Rivera se adelantó y cargó sobre Bento Gonçalves, mientras Oribe en el centro fue cargado sorpresivamente por las fuerzas imperiales, no pudiendo evitar que los disciplinados escuadrones del ejército imperial se infiltrasen en el dispositivo y llegaran hasta las reservas orientales, maniobra que pudo haber sido fatal para los intereses de las armas del ejército oriental. Comprendiendo esta situación, Lavalleja tomó a su cargo las reservas y las impulsó entre los brasileños, metiéndose en sus filas y arrollándolos hasta el centro de sus formaciones, dividiendo su dispositivo en dos. La derecha oriental atacó y desorganizó la izquierda de los brasileños, que trataban de buscar apoyo en su centro. De ese modo las fuerzas al encastre 
fueron flanqueadas por las tropas de Rivera y las milicias de San José de la reserva oriental, que iban en persecución de los dispersos de Bento Gonçalves; así, Oribe se pudo reponer y contraatacar.
La confusión del enemigo fue enorme y su dispersión completa. Los brasileños, que esperaban el fuego de las armas orientales, se hallaron de pronto cargados por la caballería que los obligó a huir y los persiguió sin descanso.

## Consecuencias
Como consecuencia de ello los orientales, ya constituidos en el Congreso de la Florida y habiendo solicitado previamente la reunificación con las Provincias Unidas del Río de la Plata, lograron despertar el interés de las Provincias Unidas. El Congreso General Constituyente reunido en la ciudad de Buenos Aires aprobó el 24 de octubre una Ley de Reincorporación de la Banda Oriental a las Provincias Unidas del Río de la Plata, volviendo a denominarla con el nombre que le había dado José Gervasio Artigas: Provincia Oriental.
De todos modos, el ejército brasileño retenía el dominio del nordeste, lo que le permitía mantenerse en contacto con su territorio metropolitano. Por tal motivo, se llevaron a cabo acciones para tratar de dominar esa zona, lo que permitió que el 31 de diciembre de 1825 los hombres al mando del coronel Leonardo Olivera lograran ocupar la Fortaleza de Santa Teresa, situada en el departamento de Rocha, cerca de la actual frontera con el Brasil, desalojando de ella a la fuerza ocupante.
A partir de ello, las fuerzas brasileñas solamente ocupaban las ciudades sitiadas de Colonia y Montevideo.
Actualmente, a pocos kilómetros de donde tuvo lugar la batalla, está la pequeña ciudad llamada Sarandí Grande.

## Comisionado del Gobierno Oriental en Buenos Aires
Parte mandado por el General D. Juan Antonio Lavalleja al Comisionado del Gobierno Oriental en Buenos Aires:

"Ya no es posible que el déspota del Brasil espere de la esclavitud de esta provincia en engrandecimiento de su imperio. Los Orientales acaban de dar al mundo un testimonio indudable del aprecio en que estiman su libertad. Dos mil soldados escogidos de caballería brasilera, comandados por el Coronel Ventos Manuel, han sido completamente derrotados el día de ayer en la Costa del Sarandí, por igual fuerza de estos valientes patriotas, que tuve el honor de mandar. Aquella división tan orgullosa como su jefe, tuvo la audacia de presentarse en campo descubierto, ignorando sin duda la bravura del Ejército que insultaban. Vernos, y encontrarnos fue obra del momento. En una y otra línea no precedió otra maniobra que la carga; y ella fue ciertamente la más formidable que puede imaginarse. Los enemigos dieron la suya a vivo fuego, el cual despreciaron los míos y a sable en mano y carabina en la espalda, según mis órdenes encontraron, arrollaron y sablearon, persiguiéndolos más de dos leguas, hasta ponerlos en la fuga y dispersión más completa; siendo el resultado quedar en el campo de batalla de la fuerza enemiga más de cuatrocientos muertos, cuatrocientos setenta prisioneros de tropas, y cincuenta y dos oficiales, sin contar con los heridos que aún se están recogiendo, y dispersos que ya se han encontrado y tomado en diferentes aportes; más de dos mil armas de todas clases, diez cajones de municiones, y todas las caballadas. Nuestra pérdida ha consistido en un oficial muerto, trece de la misma clase heridos, treinta soldados muertos, setenta heridos. Los señores jefes, Oficiales y tropas son muy dignos del renombre de valientes. El bravo y benemérito Brigadier Inspector,[¿quién?] después de haberse desempeñado con la mayor bizarría en el todo de la acción corre sobre una fuerza pequeña que ha escapado del filo de nuestras espadas. En primera ocasión, detallaré circunstanciadamente esta memorable acción pues ahora mis muchas atenciones no me lo permiten. El sargento Mayor encargado de detalle de este Ejército y conductor de éste, informará a Ud. de los otros pormenores que apetezca instruirse.
Dios guarde á V.[¿quién?] muchos años.

Cuartel General en el Durazno, Octubre 13 de 1825.

JUAN ANTONIO LAVALLEJA

Al Sr. Comisionado del Gobierno Oriental."